# Klas Fleming (död 1616)
Klas Hermansson Fleming, född på 1550-talet, död 1616 på Lehtis i Virmo socken, var en svensk militär, ståthållare och häradshövding.

## Biografi
Klas Fleming var son till Herman Pedersson Fleming. Han inskrevs 1571 vid universitetet i Rostock och 1574 vid Viadrinauniversitetet i Frankfurt an der Oder och samma år vid universitetet i Wittenberg. 1576 blev han kammarjunkare hos kammarjunkare hos hertig Sigismund men fick 1577 ledigt från tjänsten för att delta i faderns krigståg mot Ryssland. Han var 1578–1598 häradshövding i Piikis härad. 1578–1582 var han även befallningsman på Olofsborg. Klas Fleming beordrades 1581 att följa Pontus De la Gardie och var 1584–1587 befallningsman på Koporje. 1589–1594 var Fleming ryttmästare för svenska arméns förtrupp och blev 1590 ryttmästare för adelsfanan i Finland. Han var 1593–1594 befallningsman på Åbo slott en av kommissarierna vid gränsregleringen mot Ryssland. Han stod i konflikt med sin släkting Clas Eriksson Fleming och dennes starka stöd för kungen och intog en vacklande ställning mellan kungen och hertigen i deras konflikt. Han infann sig vid hertig Karls kallelse vid dennes ankomst till Åbo hösten 1597 och utsågs då till ståthållare på Åbo slott.
Som sådan kom han dock att stödja sin svåger Arvid Eriksson i dennes hertigfientliga politik. Han deltog i två Sigismundvänliga expeditioner till Sverige och utsågs 1598 till överkrigsdomare hos kungen. Efter Sigismunds flykt till Polen kom dock kungen att visa misstro mot hans lojalitet, han fråntogs alla befäl och gavs order att återvända till sina gods i Finland. Han reste våren 1599 till Reval för att försvara sig i ett jordägarmål och under tiden ockuperade hertigen Finland.
Då de övriga i den finländska adeln som befann sig i Estland begärde nåd för att få återvända stannade Klas Fleming kvar där. 1599–1600 var han ståthållare på Wittensten. Genom en i Rostock 1603 utgiven skrift försökte han försvara sitt agerande både gentemot Sigismund och hertig Karl. Ingendera tog dock emot hans skrift väl. Efter att ha kontaktats av Arvid Eriksson med ett erbjudande om nåd 1604 återvände dock Klas Fleming samma år till Sverige. Vid sin återkomst fängslades han dock av hertig Karl, men släpptes året därpå. Karl IX fortsatte dock sin misstänksamhet mot Klas Fleming. Först vid Gustav II Adolfs tronbestigning förbättrades hans ställning och Klas Fleming användes vid några tillfällen för offentliga uppdrag. 1609 blev han mönstringsherre och 1616 häradshövding i Vemo härad. 1616 deltog han vid ständermötet i Helsingfors men avled kort därefter.

### Familj
Fleming gifte sig första gången 7 juli 1578 med Elin Henriksdotter Horn. Hon var dotter till fältöversten Henrik Klasson (Horn) och Elin Arvidsdotter (Stålarm). De fick tillsammans barnen landshövdingen Herman Fleming (1579–1652), Bo Fleming (född 1580), Elin Fleming (1581–1654) som var gift med landshövdingen Peder Erlandsson Bååt och krigsrådet Henrik Fleming (1584–1650).
Fleming gifte sig andra gången med Dorotea von Rappe (död 1652).